# La Grihète
Vous pouvez aider à l'améliorer ou bien discuter des problèmes sur sa page de discussion.
- Il ne cite pas suffisamment ses sources. Vous pouvez indiquer les passages à sourcer avec {{référence nécessaire}} ou {{Référence souhaitée}}, et inclure les références utiles en les liant aux notes de bas de page. (Marqué depuis avril 2021)
- Il contient une ou plusieurs listes. Le texte gagnerait à être rédigé sous la forme d’un ou plusieurs paragraphes synthétiques, afin d’être plus agréable à lire. (Marqué depuis avril 2021)

- Archive Wikiwix
- Bing
- Cairn
- DuckDuckGo
- E. Universalis
- Gallica
- Google
- G. Books
- G. News
- G. Scholar
- Persée
- Qwant
- (zh) Baidu
- (ru) Yandex
- (wd) trouver des œuvres sur Wikidata

La Grihète est une marque de bière de la Brasserie Artisanale du Sud située à Nyons, dans le département de la Drôme.
Située en plein cœur de Nyons, dans la Drôme Provençale depuis 2001, pays de l’olive et de la lavande, Brasserie Artisanale du Sud promeut un artisanat authentique.

Son procédé de fabrication naturel, le choix d’une localisation dans un terroir reconnu pour ses traditions de qualité et la sélection de ses matières premières sont les valeurs de ses brasseurs passionnés.

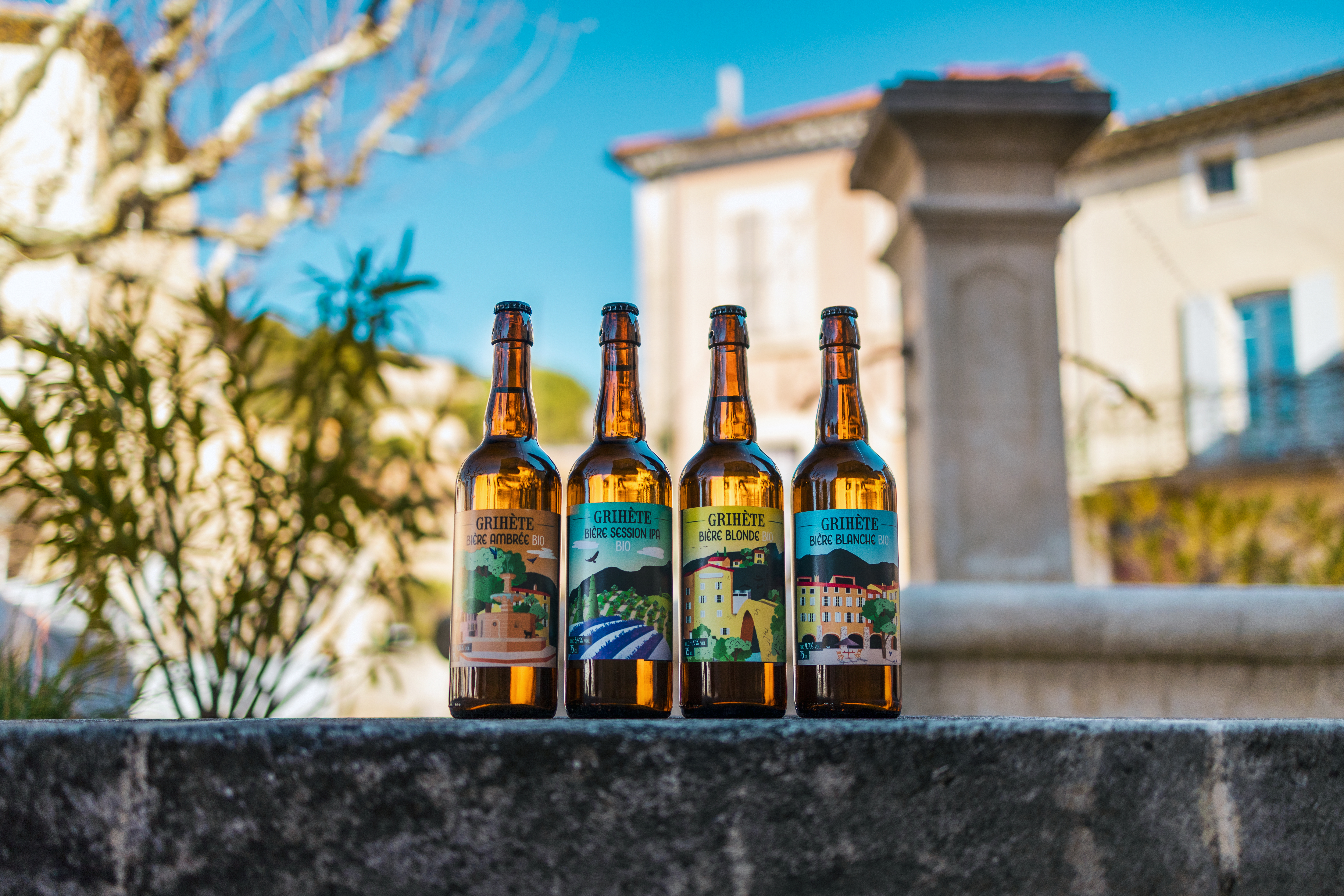

## Les bières
La Grihète propose une large gamme de bières  : 
- Blonde
- Blanche
- Ambrée
- IPA
- Triple
- Blonde au riz de Camargue
- Cuvée d'Exception

## Histoire
Fondée en 2001 dans le sud-est à Nyons, la brasserie est composée d’une équipe de 18 salariés. Brasserie Artisanale du Sud avec sa marque Grihète est spécialisée dans l’élaboration et la fabrication de bières bio naturelles non filtrées, sans additifs ni colorants et non pasteurisées.